# Озмен, Эмрах
Эмрах Озмен (тур. Emrah Özmen; род. 13 ноября 1983, Анкара) — турецкий хоккеист, с 2021 года выступающий по контракту с клубом «Истанбул Бююкшехир» в турецкой Суперлиге. Многократный чемпион Турции.

## Карьера
Рекордсмен национальной сборной Турции по количеству заброшенных шайб (49), сыгранных матчей (76) и набранных очков (91). Лучший бомбардир чемпионата мира 2008 года в третьем дивизионе (наряду с Димитриосом Каливасом). Лучший бомбардир чемпионата мира 2016 года в третьем дивизионе, на котором сборная Турции завоевала первое место. Участник Универсиады 2011 года в Эрзуруме, где его команда проиграла все три матча с общей разницей голов 0:60.